# Utricularia stellaris
Utricularia stellaris är en tätörtsväxtart som beskrevs av Carl von Linné d.y.. Utricularia stellaris ingår i släktet bläddror, och familjen tätörtsväxter. Inga underarter finns listade i Catalogue of Life.